# Maya Kazan
Maya Kazan (Los Angeles, 24 novembre 1986) è un'attrice statunitense.
Maya è figlia di Nicholas Kazan e Robin Swicord, nonché sorella di Zoe Kazan e nipote di Elia Kazan.

## Filmografia parziale

### Cinema
- Frances Ha, regia di Noah Baumbach (2012)
- Everyday Sunday, regia di Dorian Tocker (2012)
- Fino all'ultimo indizio (The Little Things), regia di John Lee Hancock (2021)

### Televisione
- Boardwalk Empire - L'impero del crimine (Boardwalk Empire) – serie TV, 4 episodi (2014)
- The Knick – serie TV, 13 episodi (2014-2015)
- Sleepy Hollow – serie TV, 5 episodi (2015-2016)
- Z - L'inizio di tutto (Z: The Beginning of Everything) – serie TV, episodi 1x01-1x02-1x03 (2015-2017)
- Mosaic – miniserie TV, 8 episodi (2017-2018)
- Love Life – serie TV, episodi 2x01-2x08-2x09 (2021)

## Doppiatrici italiane
Nelle versioni in italiano delle opere in cui ha recitato, Maya Kazan è stata doppiata da:
- Francesca Manicone in The Knick
- Gaia Bolognesi in Mosaic
- Rossa Caputo in Utopia